# Cantó de Le Vésinet
El cantó de Le Vésinet és un antic cantó francès del departament d'Yvelines, que estava situat al districte de Saint-Germain-en-Laye. Comptava amb 2 municipis i el cap era Le Vésinet.
Va desaparèixer al 2015 i el seu territori es va dividir entre el cantó de Chatou i el cantó de Houilles.

## Municipis
- Montesson
- Le Vésinet

## Història
| Data d'elecció                           | Identitat         | Partit                       | Qualitat |
| ---------------------------------------- | ----------------- | ---------------------------- | -------- |
| 1967-1992                                | Alain Jonemann    | RI, després UDF, després RPR |          |
| 1992-                                    | Jean-François Bel | RPR, després UMP             |          |
| les dades anteriors no són pas conegudes |                   |                              |          |
|                                          |                   |                              |          |

## Demografia
| A partir de 1990: Població sense dobles comptes |